# كريستينا فارزارو
كريستينا فارزارو (بالرومانية: Cristina Vărzaru)‏ مواليد 5 ديسمبر 1979 في رومانيا، هي لاعبة كرة يد رومانية تلعب كجناح أيمن. مثلت منتخب رومانيا لكرة اليد للسيدات. شاركت في دورة الألعاب الأولمبية الصيفية سنة 2000. حققت المركز الثاني في بطولة العالم لكرة اليد للسيدات 2005.

## سجل المنافسة
شاركت في البطولات التالية:
- بطولة العالم لكرة اليد للسيدات 2005
- بطولة العالم لكرة اليد للسيدات 2011
- بطولة أوروبا لكرة اليد للسيدات 2010

## الميداليات
| الميدالية | المسابقة                            |
| --------- | ----------------------------------- |
| فضية      | بطولة العالم لكرة اليد للسيدات 2005 |
| برونزية   | بطولة أوروبا لكرة اليد للسيدات 2010 |

## روابط خارجية
- كريستينا فارزارو على موقع الاتحاد الأوروبي لكرة اليد (الإنجليزية)
- كريستينا فارزارو على موقع اللجنة الأولمبية الدولية (الإنجليزية)
- كريستينا فارزارو على موقع أوليمبيديا (الإنجليزية)
- كريستينا فارزارو على موقع اللجنة الأولمبية الرومانية (الرومانية)